# 藤橋バイパス
藤橋バイパス（ふじはしバイパス）は、石川県七尾市古府町から同市小島町へ至る国道249号のバイパスである。

## 概要
七尾市には旧来、中心部から金沢方面へ至る国道159号（通称・東往来）と羽咋方面へ至る石川県道2号七尾羽咋線（通称・西往来）という2つの大きな幹線道路があるものの、並行しているJR七尾線や御祓川が東西を分断し、また市中心部に近い所口町地内や藤橋町地内の市道は普通自動車でもすれ違いに難する狭隘道路であることから、これら2つの幹線道路を七尾市内で東西に行き来することは容易ではなかった。このため、東西を直結するルートを整備する必要性があった。当バイパスの整備により、東往来と西往来が直結するだけでなく、国道159号や国道160号、国道249号などといった周辺の幹線道路や交差点での渋滞解消が見込まれる。将来的には他の計画道路と合わせて、七尾都市計画道路である外環状線の一部を担い、七尾市中心部へ流入する通過交通を分散し、更には能越自動車道へのアクセスといった道路交通ネットワークが構築される。
- 起点：石川県七尾市古府町（藤野町北交差点）
- 終点：石川県七尾市小島町（小島西部交差点）
- 全長：3.07 km
- 規格：第3種2級
- 道路幅員：暫定15.0 m（完成32.0m）
- 車線数：暫定2車線（完成4車線）
- 車線幅員：3.25 m
- 設計速度：60 km/h

## 歴史
- 1996年度（平成8年度）：事業着手。
- 2007年（平成19年）6月16日：古栄跨線橋西端部 - 国分交差点の約400 mを供用。
- 2010年（平成22年）11月13日：藤野町北交差点 - 古栄跨線橋西端部供用開始（暫定2車線）。
- 2014年（平成26年）12月14日：国分交差点 - 小島西部交差点間の供用を開始（完成2車線）、全線開通。

## 接続路線
一般国道
- 国道159号：藤野町北交差点
- 国道249号七尾田鶴浜バイパス：小島西部交差点

石川県道
- 石川県道2号七尾羽咋線：国分交差点
- 石川県道298号七尾鳥屋線（七尾道路）：国分西交差点